# Kamil Alijewitsch Dschamaludinow
Kamil Alijewitsch Dschamaludinow (* 15. August 1979 in Mugi, Dagestanische ASSR) ist ein ehemaliger russischer Boxer. 
Dschamaludinow war 1999 hinter George Olteanu, Rumänien, im Bantamgewicht (-54 kg) Silbermedaillengewinner der Weltmeisterschaften. Im Jahr darauf errang er nach Siegen über Vidas Bičiulaitis, Litauen (9:5), Francisco Bojado, Mexiko (15:12), und Yosvani Aguilera, Kuba (17:12), und einer Niederlage gegen Ricardo Juarez, Vereinigte Staaten (23:12), die Bronzemedaille im Federgewicht (-57 kg) bei den Olympischen Spielen.
Dschamaludinow beendete bereits kurz darauf seine sportliche Karriere und wurde Geschäftsmann. Er besitzt einige Apartments und ein Einkaufszentrum in Kirow und sitzt seit Juni 2012 für die Kommunistische Partei in der dortigen Stadtduma. 